# Muzeul de Etnografie din Pucioasa
Muzeul de Etnografie din Pucioasa este un muzeu județean din Pucioasa, amplasat în Str. Primăverii nr. 1. În centrul orașului Pucioasa, la intersecția străzii principale, numită cândva Strada Regală cu Bulevardul Castanilor, se află Muzeul de Etnografie, adăpostit în Casa Dobrescu. Locuință înaltă cu parter masiv din piatră și etaj susținut pe grinzi de lemn, cu acoperiș înalt din șindrilă, cu dos mai scund spre nord și cu prispă la etaj pe toată latura de sud, cu parmalâc și stâlp din lemn cioplit, clădirea este ea însăși un exemplu de valoare al construcțiilor tradiționale ale zonei colinare subcarpatice din secolul al XIX-lea. Intrarea în casă se face printr-o scară interioară din lemn care te conduce la etajul cu prispă, cu vedere la sud și vest, de unde primește mult soare și cuprinderea mișcării pe cele două străzi. O altă scară exterioară din lemn adăugată ulterior coboară de la încăperile scunde așezate sub dos spre curte" (Stancu Dumitru, File de monografie - Pucioasa, 1995).  Expoziția de etnografie, amenajată în această casă, oferă vizitatorului o imagine grăitoare și autentică a muncii, inventivității și sensibilității țăranului român. Într-una din sălile de la parterul clădirii, documente îngălbenite de trecerea timpului (acte de proprietate și donație, foi de zestre, zapisuri, brevete, cărți poștale și fotografii) ilustrează istoria scrisă și nescrisă a comunității acestei așezări, modul în care aceasta s-a exprimat de-a lungul timpului din punct de vedere economic, social și cultural și a reușit să transforme Pucioasa dintr-un sat neînsemnat într-o stațiune balneoclimaterică vestită în țară, dar și peste hotare datorită apelor sale tămăduitoare pe care oamenii acestor locuri au știut să le exploateze. Tot în această sală, vizitatorii pot admira o cadă de baie din lemn, un termometru pentru măsurat temperatura apei și o clepsidră cu care se înregistra durata unei băi, folosite odinioară de turiștii veniți la Pucioasa să-și trateze afecțiunile reumatismale. Într-o altă sală de la parter sunt expuse obiecte de etnografie, începând cu obiectele din lemn de uz caznic (linguri, blide, donicioare, piuă cu pisălog) până la cele utilizate în industria casnică textilă (darac, piepteni, furci de tors) și de prelucrare a lemnului (bardă, topor, rindea). Alături de piesele din lemn sunt prezentate și vasele ceramice (oale, străchini, ulcioare), ce se disting prin formă, dimensiuni și manieră decorativă, dar și textilele țărănești (ștergare, covoare, fețe de masă, fețe de pernă), țesute sau cusute și decorate cu multă îndemânare.  La etajul clădirii sunt amenajate două interioare tradiționale locale: unul de sat și celălalt de oraș. Dacă în interiorul tradițional de sat vizitatorii vor descoperi lavița, lada de zestre și masa cu dulap în care odinioară bunicuțele ascundeau borcanele cu dulceață, în cel de oraș vor putea să asculte la patefon o romanță veche.  În ultima sală de la etaj, se găsesc costumele populare tradiționale, care vădesc cu prisosință măiestria, înclinațiile artistice și inventivitatea inegalabilă a sătencelor noastre și confirmă faptul că: Unul din cele mai frumoase costume naționale e al poporului țăran din Moldo-România. Dimpreună cu persoana ce-l îmbracă, este încântător în ochii privitorului.  Expoziția de la Casa Dobrescu este un punct de referință pentru cunoașterea etnosului dâmbovițean și, în același timp, un inedit moment evocator prin care vizitatorul regăsește coordonatele intime ale vieții și spiritualității dâmbovițene.
Clădirea muzeului este declarată monument istoric, având codul DB-II-m-B-17667. Expoziția este adăpostită în casa Dobrescu, monument de arhitectură de la înc. secolului al XIX-lea.